# Ciss

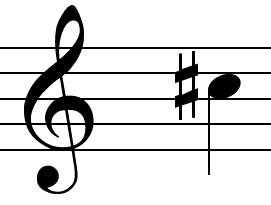
Tonen Ciss

Ciss är tonen C höjd ett halvtonsteg. Tonen skrivs C#.
Ciss är grundtonen i tonarterna ciss-moll och ciss-dur.